# Хьюитт, Стив
Стив Хью́итт (англ. Steve Hewitt; 22 марта 1971 года, Нортвич, Англия) — бывший барабанщик группы Placebo. Создатель группы Love Amongst Ruin.

## Ранняя жизнь
Стив Хьюитт родился 22 марта 1971 года в местечке Нортвич, недалеко от Манчестера (Англия).
Хьюитт стал барабанщиком только потому, что однажды один из школьных друзей попросил его об этом.
Его дебют состоялся на школьном собрании, играли «Альбатрос» Fleetwood Mac. Тогда у него даже не было элементарных приспособлений. В семнадцать он состоялся как музыкант-самоучка и уже обучал других, работая в музыкальном магазине Дуги. Поскольку старший брат Стива был любителем рока, Стив слушал AC/DC, Black Sabbath и Dio. Позже он заинтересовался инди-музыкой: The Smiths, The Wonderstuff — параллельно с Pink Floyd.
Норидж также был родным городом Тима Бёрджесса из The Charlatans. Некоторое время Стив играл вместе с Тимом Бёрджессом в группе Electric Crayons. Параллельно он играл и в группе The Mystic Deckchairs. Тогда Хьюитту было шестнадцать, и все называли его «Транни» (в переводе со сленга, tranny — транссексуал), потому что он очень редко мыл волосы, и они свисали этакими сосульками. Подростковый психологический кризис привёл к тому, что Транни даже хотел повеситься на яблоне с помощью садового шланга. К счастью, его друзья пришли вовремя.
Однажды семнадцатилетний Стив увидел объявление о том, что некая группа ищет барабанщика для участия в турне по Германии. Пораскинув мозгами, Стив присоединился к Breed, сыграл с ними в Германии, а затем покинул группу, став временным членом The Boo Radleys.
После записи альбома он выступал с последними ещё в течение последующих восемнадцати месяцев, совершенно забыв о Breed. Одновременно Стив играл с танцевальным коллективом K-Klass, известным пятью песнями, попавшими в топ-40 1991—1994 годов, а также в Лондоне писал музыку для рекламы автомобилей. Он пристрастился к наркотикам, был вынужден в течение полутора лет жить на складе, питаясь в основном только сыром с горчицей. Результат такой «диеты» — вес в 53 кг при росте в 175 см. Понятно, что тогда деньги являлись для него главным фактором. И именно из-за них начались проблемы с Breed. Они ездили в турне вместе с Ником Кейвом для раскрутки его нового альбома «Let Love In» (именно тогда Стив подружился с барабанщиком The Bad Seeds Томасом Уайлдером), после чего обнаружили, что так и не стали известными. И это-то после шести лет существования группы, два из которых были проведены в разъездах с Кейвом. Результат — Breed распались. Беременная девушка и отсутствие какой-либо музыкальной работы в обозримом будущем вынудили Стива работать водителем грузоподъемника. Но для себя он решил, что непременно должен вернуться в музыку, ведь без этого он не сможет нормально жить.

## Placebo
В это время Стив подружился с талантливым молодым человеком по имени Брайан Молко, начинающим музыкантом. Стив даже помог Брайану записать первые демо для его группы под названием Placebo. Брайан звал его присоединиться к Placebo, но Стив был связан контрактом с Breed. Вскоре Брайан и его басист Стефан Ольсдаль нашли ударника Роберта Шульцберга, и их со Стивом пути на время разошлись.
«Помню, я слушал дебютный альбом Placebo и думал, что Роберт, конечно, хороший барабанщик, но в первую очередь это относится к его технике, а не к чувствам и настроению, которые у него явно хромали. Я прослушал все записи, сделанные до меня, все барабанные партии и просто потом добавил в них больше чувств»,- говорил Стив.
На самом деле, в записи первых демо Placebo Стив принимал непосредственное участие, но в группу вступать не стал. Так что, когда Роберт ушёл из группы, Стив был барабанщиком, чей телефон Брайан набрал первым. «В течение двух недель я сидел в спальне и разучивал партии, — вспоминает Стив. — Мы прорепетировали полтора дня, а потом поехали в четырёхмесячное турне по тринадцати странам». По словам Хьюитта, первоначально его родители, узнав об имидже Placebo, были сбиты с толку, ведь они хотели, чтобы у их чада было своё дело.
До октября 2007 года Стив являлся полноправным членом Placebo. По мнению Брайана, он очень органично вписался в группу, так как стал третьей вершиной в треугольнике разнообразных сексуальных ориентаций группы. В 1998 году Стив снялся вместе с Брайаном в «Бархатной золотой жиле». В этом фильме ему, как и всем, пришлось обматываться боа, бегать на платформах и даже засветиться в вызывающем макияже и красных замшевых туфельках. Однако он считает, что сниматься в кино очень скучно из-за постоянных повторов одной и той же сцены.
«Я не так горд, как Брайан, — говорит он, — но я вешаю наши золотые диски на стену, чтобы помнить о том, чего мы достигли, и чтобы идти дальше, не останавливаясь на месте»,- сказал однажды Хьюитт.
Во многом благодаря Стиву в группе установились необыкновенно дружеские отношения и царила семейная атмосфера.
Стоило только посмотреть на ритуальные объятия и поцелуи этой троицы перед выступлениями, чтобы стало ясно — это неразлучные друзья.
В 2007 году Стив Хьюитт покидает Placebo при невыясненных до конца обстоятельствах, а его место занимает Стив Форрест.

## Love Amongst Ruin
Спустя почти три года после ухода из Placebo, Стив Хьюитт организовал собственную группу под названием Love Amongst Ruin, в которой он является вокалистом и гитаристом, а также автором песен.
30 августа 2010 года группа выпустила сингл под названием «So Sad», а 25 октября того же года — «Home».
На оба сингла были сняты клипы.
13 сентября 2010 года у группы выходит одноимённый дебютный альбом «Love Amongst Ruin». В записи песни «Love Song» с этого альбома принимала участие дочь Стива Эмили.
В 2011 году был снят ещё один клип на песню «Alone».

## Оборудование

### Ударные
- Yamaha Maple custom (22" бас-барабан, 10" том-том, 14" и 16" флор томы)
- Sonor 14x5" малый барабан
- Brady 12x6" малый барабан

### Тарелки
- Zildjian, серия A Custom — 12" сплэш, 14", 16, 18" и 20" крэш-тарелки, 22" райд, 18" чайна, 13" A Custom хай-хэт (secondary) и 14" New Beat хай-хэт